# Scampolo '53
Scampolo ‘53 è un film del 1953, diretto da Giorgio Bianchi, tratto dalla commedia di Dario Niccodemi.

## Trama
Una ragazzina conosce casualmente un ingegnere che vive con un’amante insopportabile. Abbandonata la donna l’uomo, che deve trasferirsi in Sardegna per lavoro, porta con sé la giovane, che non aspettava altro.

## Produzione
Il film è stato prodotto da Lorenzo Pegoraro per l'italiana Peg Produzione Film insieme alla casa di produzione francese Cité.

## Incassi
Incasso accertato a tutto il 31 marzo 1959: 152.453.619 lire dell'epoca.